# Composia olympia
Composia olympia är en fjärilsart som beskrevs av Butler 1871. Composia olympia ingår i släktet Composia och familjen björnspinnare. Inga underarter finns listade i Catalogue of Life.